# Santo et la vengeance des femmes vampires
Série
El Santo contre les tueurs de la Mafia
(1972) Santo contra los jinetes del terror
(1970)
Pour plus de détails, voir Fiche technique et Distribution.
Santo et la vengeance des femmes vampires (Santo en la venganza de las mujeres vampiro) est un film mexicain de 1970 de Federico Curiel. Il fait partie de la série des Santo, el enmascarado de plata.

## Fiche technique
- Titre original : La venganza de las mujeres vampiro
- Titre français : Santo et la vengeance des femmes vampires ou Santo dans la vengeance des femmes vampires
- Titre(s) alternatif(s) : Santo en la venganza de las mujeres vampiro
- Titre anglais ou international : The Vengeance of the Vampire Women
- Réalisation : Federico Curiel
- Scénario : Jorge García Besné et Fernando Osés
- Décors : Alberto Lopez
- Photographie : José Ortiz Ramos
- Montage : Juan José Marino
- Musique : Gustavo César Carrión
- Production : Jorge García Besné
- Société(s) de production : Cinematográfica Flama, Películas Latinoamericanas S.A.
- Pays d’origine :  Mexique
- Langue originale : espagnol
- Format : couleur — 35 mm — son Mono
- Genre : action, aventure, fantastique
- Durée : 85 minutes
- Dates de sortie :
  - Mexique : 24 décembre 1970

## Distribution
- El Santo : Santo
- Norma Lazareno : Paty
- Gina Romand : Comtesse Mayra
- Aldo Monti : Robles
- Patricia Ferrer : Go-go dancer
- Alfonso Munguía : Vampire
- Federico Falcón : Pablo
- Yolanda Ponce
- Lucy Linares
- Ivone Clay
- Fernando Osés : homme de main
- Carlos Suárez : homme de main